# Зерендинский батолит
Зерендинский батолит находится в северном Казахстане, на Кокчетавском массиве. В плане батолит имеет неправильную форму: тело вытянуто в широтном направлении, его длина около 160 км и ширина около 80 км. Площадь его превышает 12 000 км².

## Описание
По геофизическим данным батолит имеет уплощённую форму с глубинами нижних кромок от 5 до 16 км, причём нижняя граница фиксируется на уровне поверхности Конрада (~16 км).
Геологическое строение Зерендинского плутона весьма сложное: выделяются четыре фазы внедрения. В первую фазу формировались диориты и меланократовые гранитоиды; во вторую — порфировидные гранодиориты и граниты. Лейкократовые биотитовые и биотит-роговообманковые граниты образовывались в течение третьей фазы. Мелкие тела плагиоклазовых лейкогранитов и гранит-аплитов относятся к четвёртой фазе. На завершающем этапе формировалась дайковая серия, представленная гранит-порфирами, гранодиорит-порфирами, гранофирами, микродиоритами и диабазовыми порфиритами.
Вмещающими породами являются метаморфические породы амфиболитовой фации, главным образом гнейсы, с которыми граниты иногда имеют постепенные переходы. Но наряду с этим имеются и чёткие интрузивные контакты, причём в некоторых случаях гранитоиды интрудировали и в породы фации зелёных сланцев. Положение массива, его прототектоника и взаимоотношения с вмещающими породами подчёркивают генетическую связь его с вмещающими метаморфическими породами. Согласно О. М. Розену и Ф. А. Летникову батолит сформировался на месте огромного докембрийского гнейсового купола, имеющего амплитуду воздымания в несколько километров.

## Возраст
K-Ar датировки интрузивных пород колеблются от 430 до 450 млн лет, что позволяет сделать вывод о том, что граниты Зерендинского плутона сформировались в позднем ордовике. Rb-Sr датированием для порфировидных средне-крупнозернистых гранитов третьей фазы, получен возраст 448±9 млн лет. Таким образом, можно заключить, что становление гранитов Зерендинского батолита произошло 439—457 млн лет назад, что соответствует концу карадокского века среднего ордовика и ашгильскому веку позднего ордовика.